# Ashley Phillips
Ashley Phillips (Salford, 26 giugno 2005) è un calciatore inglese, difensore dello Stoke City, in prestito dal Tottenham.
È stato premiato come cinquantesimo nella classifica di gennaio 2023 "Migliori U20 al mondo" stillata da FourFourTwo.

## Caratteristiche tecniche
Ashley Phillips è un terzino di spinta e di corsa nonostante la sua grande altezza e stazza fisica.

## Carriera

### Club

#### Gli inizi, Blackburn Rovers
Nel settembre 2021,Phillips accetta un contratto professionale di tre anni con il Blackburn che entrerà in vigore dal suo diciassettesimo compleanno il giugno successivo.Nell'agosto 2022, il manager del Blackburn Jon Dahl Tomasson ha dichiarato che il contratto non era ancora stato firmato. 
Phillips è sceso per la prima volta da titolare per il suo nella Carabao Cup nella vittoria per 4-0 in casa all'Ewood Park contro l'Hartlepool Utd il 10 agosto 2022.
Phillips ha esordito in Premier League il 14 agosto 2022 nella partita contro il West Bromwich , giocando 71 minuti in una vittoria per 2-1. Phillips ha firmato il suo primo contratto professionale il 20 settembre 2022, impegnando il suo futuro ai Blackburn Rovers fino a giugno 2025.

#### Tottenham e prestiti al Plymouth e allo Stoke City
Il 5 agosto 2023 viene acquistato a titolo definitivo dal Tottenham.
L'8 gennaio 2024, viene ceduto in prestito fino al termine della stagione al Plymouth. Con 16 presenze complessive, ha contribuito alla salvezza del club e le prestazioni offerte gli sono valse il titolo di Young Player of the Season.
Ritornato al Tottenham, l'8 agosto 2024 viene nuovamente ceduto in prestito fino al termine della stagione, questa volta allo Stoke City.

### Nazionale
Viene convocato nel 2021 dal Galles,con l'Under 16, poi però sceglierà la nazionale inglese con cui giocherà con l'Under 16,l'Under 17,l'Under 18 e l'Under 19 collezionando 24 presenze e 1 gol con l'Under 19

## Statistiche
Statistiche aggiornate al 17 agosto 2024.
| Stagione         | Squadra          | Campionato       | Campionato | Campionato | Coppe nazionali | Coppe nazionali | Coppe nazionali | Coppe continentali | Coppe continentali | Coppe continentali | Altre coppe | Altre coppe | Altre coppe | Totale | Totale |
| Stagione         | Squadra          | Comp             | Pres       | Reti       | Comp            | Pres            | Reti            | Comp               | Pres               | Reti               | Comp        | Pres        | Reti        | Pres   | Reti   |
| ---------------- | ---------------- | ---------------- | ---------- | ---------- | --------------- | --------------- | --------------- | ------------------ | ------------------ | ------------------ | ----------- | ----------- | ----------- | ------ | ------ |
| 2022-2023        | Blackburn        | FLC              | 8          | 0          | FACup+CdL       | 3+3             | -               | -                  | -                  | -                  | -           | -           | -           | 14     | 0      |
| 2023-gen. 2024   | Tottenham        | PL               | 0          | 0          | FACup+CdL       | -               | -               | -                  | -                  | -                  | EFLT        | 2           | 0           | 2      | 0      |
| gen.-giu. 2024   | Plymouth         | FLC              | 18         | 0          | FACup+CdL       | 2+0             | -               | -                  | -                  | -                  | -           | -           | -           | 20     | 0      |
| 2024-2025        | Tottenham        | PL               | 0          | 0          | FACup+CdL       | -               | -               | UEL                | -                  | -                  | -           | -           | -           | 0      | 0      |
| Totale Tottenham | Totale Tottenham | Totale Tottenham | 0          | 0          |                 | 0               | 0               |                    | -                  | -                  |             | -           | -           | 0      | 0      |
| Totale carriera  | Totale carriera  | Totale carriera  | 26         | 0          |                 | 8               | 0               |                    | -                  | -                  |             | 2           | 0           | 36     | 0      |